# Ангел Пендаков
Ангел Пендаков е български цирков артист, основател на трупата „Пендакови“.

## Биография
Ангел Пендаков е роден на 10 октомври 1938 г. в село Генерал Николаево, днес един от кварталите на град Раковски. Работи в Български държавен цирк. Първоначално е в трупа „Панови“. По-късно създава собствена група „Пендакови“. Тя се състои от 9 души - 8 мъже и неговата съпруга – Пенка Пендакова. На по-късен етап включва и сина си към трупата. 
През 1970 г. след турне в Америка със спестени от турнето средства закупува батут, който е направен по негов собствени проект. Два от цирковите номера „Люлки“ и „Батут“ стават доста популярни. 
Най-престижният световен фестивал за цирково изкуство се провежда от 1974 г. в Монте Карло, Монако. Присъждат се от международно жури наградите „Златен клоун“ и „Сребърен клоун“. Понякога се наричани „Оскар“-ите за цирковото изкуство. Самата селекция за участие във фестивала е изключителна чест за всеки артист. Гордост за България е фактът, че още на първия фестивал през 1974 г. наградата „Сребърен клоун“ се връчва на акробатите от трупа „Пендакови“ (“Les Pentacovi”) за наземна акробатика. След награждаването му е поставено условие да стане член на партията за да му бъде дадено званието „заслужил артист“, но той отказва. 
При едно от турнетата си в Италия, извън предварително обявената програма се среща с папата, след което като се връща в България на събрание на партийното бюро и дирекционния съвет на цирка е обсъждано неговото уволнение. Продължава да работи активно до началото на  деветдесетте години. Умира на 26 март 2015 г. в София. Погребан е в гробището на родното си място.

## Членове на група „Пендакови“
- Ангел Пендаков
- Владимир Лавренов
- Никола Лавренов
- Александър
- Николай
- Христо Матев
- Емил Сотиров
- Стефан Вълчев
- Пенка Пендакова